# Teorema

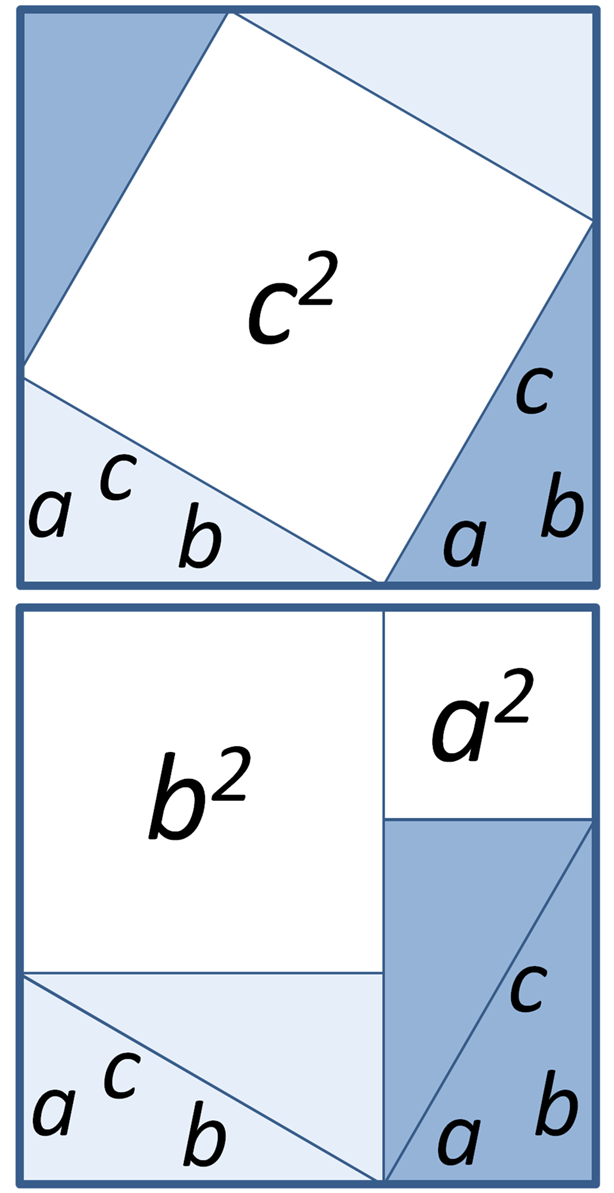
Il teorema di Pitagora ha più di 350 dimostrazioni.

Un teorema è una proposizione che, a partire da condizioni iniziali arbitrariamente stabilite, trae delle conclusioni, dandone una dimostrazione. I teoremi svolgono un'importantissima funzione nella matematica, nella logica, in alcune filosofie (per esempio in Parmenide e Spinoza) e in generale in tutte le discipline formali. Teorema in greco significa: ciò che si guarda, su cui si specula (θεώρημα); sul piano etimologico ha la medesima derivazione di teoria (dal verbo θεωρέω theoréo, "guardo, osservo, contemplo").

## Struttura di un teorema
Un teorema è composto da una o più ipotesi, una tesi ed una dimostrazione della tesi.
- Le ipotesi sono le condizioni iniziali su cui si vuole ragionare, esse sono puramente arbitrarie e non hanno motivo di essere dimostrate.
- La tesi è la conseguenza delle ipotesi, in un teorema tutte le volte che si verificano le condizioni iniziali descritte nelle ipotesi allora si verifica anche la tesi.
- Un teorema, per essere tale, deve contenere una dimostrazione, cioè un insieme di implicazioni logiche che possano assicurare che le ipotesi implichino la tesi. Per ottenere una dimostrazione soddisfacente possono essere seguiti diversi schemi dimostrativi come la dimostrazione per induzione matematica, la dimostrazione per assurdo oppure la dimostrazione costruttiva.

## Tipi di dimostrazione
Esistono principalmente tre tipi di dimostrazione: la dimostrazione costruttiva, la dimostrazione per assurdo e la dimostrazione per induzione matematica.

### Dimostrazione costruttiva
La dimostrazione costruttiva si svolge utilizzando le condizioni iniziali delle ipotesi per ottenere, tramite una serie di implicazioni logiche, le condizioni della tesi.
Se per esempio volessimo dimostrare in modo costruttivo che se si prendono due numeri pari a e b (ipotesi) allora la loro somma a + b sarà anch'essa un numero pari (tesi), possiamo dire che il fatto che a e b siano pari implica che li si possa scrivere come a = 2×n e b = 2×m e questo implica che la loro somma sia uguale a a + b = 2×n + 2×m = 2×(n + m), che è un numero pari.
Partendo dall'ipotesi, attraverso una serie di implicazioni logiche abbiamo ottenuto la tesi.

### Dimostrazione per assurdo
La dimostrazione per assurdo viene fatta ipotizzando che la tesi sia sbagliata e dimostrando che una tesi sbagliata implichi delle asserzioni che entrano in contrasto con le ipotesi.
Se per esempio volessimo dimostrare per assurdo che se si prendono due numeri reali a e b diversi da 0 (ipotesi) allora la loro somma a + b sarà diversa dalla loro differenza a - b (tesi) ipotizziamo che la tesi sia sbagliata e quindi che la somma dei due numeri sia uguale alla loro differenza: a + b = a - b, questo implica che a + b - a = -b che a sua volta implica che b=-b ma questo, nell'insieme dei numeri reali, è vero solo se b è uguale a 0 e questo è assurdo perché in contrasto con l'ipotesi che a e b siano diversi da zero.
Abbiamo negato la tesi e, tramite delle implicazioni logiche, abbiamo ottenuto delle condizioni che entrano in contrasto con le ipotesi.

### Dimostrazione per induzione
La dimostrazione per induzione o metodo di induzione matematica (altro accade per l’induzione nelle scienze naturali) viene utilizzata per i teoremi che asseriscono che gli elementi di un certo insieme numerabile posseggono una particolare proprietà. Se si riesce a dimostrare che il teorema vale per il primo elemento dell'insieme e che, se il teorema vale per un elemento qualsiasi, allora vale anche per il successivo allora la tesi è stata dimostrata.
L'idea intuitiva con cui si può comprendere il senso del metodo di induzione è quella di un "effetto domino", affinché le tessere da domino disposte lungo una fila cadano tutte sono sufficienti due condizioni:
- che cada la prima tessera;
- che ogni tessera sia posizionata in modo tale che cadendo provochi la caduta della successiva.

Per dare un esempio di dimostrazione per induzione possiamo dimostrare che se n è un numero naturale maggiore di 0 (ipotesi) allora il numero n + n2 è pari (tesi). Possiamo notare che questo teorema asserisce che gli elementi dell'insieme dei numeri naturali maggiori di 0, che è numerabile, possiedono una particolare proprietà. Dimostriamo quindi che il teorema è valido per il primo elemento dell'insieme: se n = 1 allora n + n2 = 1 + 12 = 2 che è un numero pari. Ora dimostriamo che se il teorema è vero per un qualsiasi numero naturale k maggiore di 0 è vero anche per il numero successivo k + 1. Quindi ipotizziamo che se k è un numero naturale maggiore di 0 allora k + k2 è un numero pari. Per il numero successivo k + 1 possiamo dire che (k + 1) + (k + 1)2 = k + 1 + k2 + 2k + 1 = (k + k2) + 2(k + 1) è anch'esso un numero pari dato che 2(k + 1) è pari, (k + k2) è un numero che avevamo ipotizzato essere pari e la somma di due numeri pari è pari.

## In matematica
In matematica per teorema, strettamente, si intende un enunciato che viene dimostrato nell'ambito di una teoria formale (come ogni altra proposizione derivabile dagli assiomi della teoria mediante un procedimento dimostrativo) e che in un'esposizione sistematica della teoria viene presentato come risultato di rilievo. Le altre implicazioni logiche che vengono dimostrate in matematica vengono chiamate corollari se la loro dimostrazione viene eseguita grazie alle implicazioni di un teorema, lemmi se le loro implicazioni sono necessarie per la dimostrazione di un teorema, si usa inoltre il termine proposizione per tutte quelle implicazioni logiche tra due predicati che hanno una rilevanza inferiore a quella di un teorema.
La distinzione fra teoremi e semplici proposizioni della teoria è materia opinabile e può dipendere in parte dalla tradizione, in parte dalla semplicità dell'enunciato e quindi alla facilità di comprenderne il senso e di ricordarlo, in parte da valutazioni sul numero e sul peso delle conseguenze che possono ricavarsi da una proposizione.
In matematica tutte quelle affermazioni ritenute vere ma per le quali non si dispone di una dimostrazione soddisfacente vengono chiamate congetture.

## Teorema, legge, assioma
È utile distinguere la differenza tra i termini utilizzati molto spesso nelle scienze esatte: teorema, legge, assioma.
- Si dice teorema una proposizione dimostrata per via logica attraverso una sequenza (finita) di implicazioni logiche, del tipo
{\displaystyle A\rightarrow B\rightarrow C\rightarrow D\quad {\text{ossia}}\quad A\rightarrow D\,\!}
dove A è un assioma del sistema o una proposizione dimostrata ultimamente in forza di assiomi. Un esempio è il teorema di Pitagora o il teorema di Talete.
- Si dice legge una relazione matematica estrapolata a partire da dati empirici e in grado di spiegare con un sufficiente grado di precisione un'osservazione sperimentale (come il moto dei corpi, le maree, ecc.). Un esempio è la legge di Coulomb per l'elettrostatica o le leggi di Newton per la dinamica. Tuttavia, la legge in fisica è diversa da quella di tipo matematico, benché sia espressa in linguaggio matematico. La prima non possiede carattere di necessità come la seconda.
- Si dice assioma (o postulato, benché i due concetti andrebbero distinti[perché?]) una proposizione non dimostrata (e non dimostrabile per definizione) ma assunta per vera in quanto ritenuta evidente o comunque indispensabile nello sviluppo assiomatico di un sistema. Un esempio sono gli assiomi di Peano per l'aritmetica, o gli assiomi di Zermelo-Fraenkel per la teoria degli insiemi. Possono esistere sistemi totalmente privi di assiomi: un esempio in tal senso è la deduzione naturale.